# Зелінський Володимир Анатолійович
Володи́мир Анато́лійович Зелі́нський (нар. 5 лютого 1953, Ободівка Тростянецького районну Вінницької області) — український художник декоративно-прикладного мистецтва. Член Національної спілки художників України з 1989 р. Працює у техніці художньої ковки металу.

## З життєпису
1972 року закінчив Вижницьке училище прикладного мистецтва, відділення художньої обробки дерева. Педагоги Віталій Косович, Степан Сахро, Анатолій Скиба.
Учасник обласних, всеукраїнських виставок з 1986 р. Персональні виставки: м. Вінниця — 1989 р., 2003 р.; приватні галереї м. Торонто, Канада — 1997—1998 рр.
Твори є власністю Міністерства культури України, зберігаються у Вінницькому обласному художньому музеї, у вітчизняних та зарубіжних приватних
колекціях.